# Aire d'attraction de Blangy-sur-Bresle
L'aire d'attraction de Blangy-sur-Bresle est un zonage d'étude défini par l'Insee pour caractériser l’influence de la commune de Blangy-sur-Bresle sur les communes environnantes. Publiée en octobre 2020, elle se substitue à l'aire urbaine de Blangy-sur-Bresle, qui comportait 2 communes dans le dernier zonage qui remontait à 2010.

## Définition
L'aire d'attraction d'une ville est composée d’un pôle, défini à partir de critères de population et d’emploi ainsi que d’une couronne constituée des communes dont au moins 15 % des actifs travaillent dans le pôle. Le pôle d’attraction constitue ainsi un point de convergence des déplacements domicile-travail,.

## Type et composition
L’aire d'attraction de Blangy-sur-Bresle est une aire inter-régionale qui comporte 8 communes : 5 situées en Seine-Maritime et 3 dans la Somme (Bouttencourt, Nesle-l'Hôpital et Neslette). 
Elle est catégorisée dans les aires de moins de 50 000 habitants, une catégorie qui regroupe 12,2 % au niveau national.

### Carte

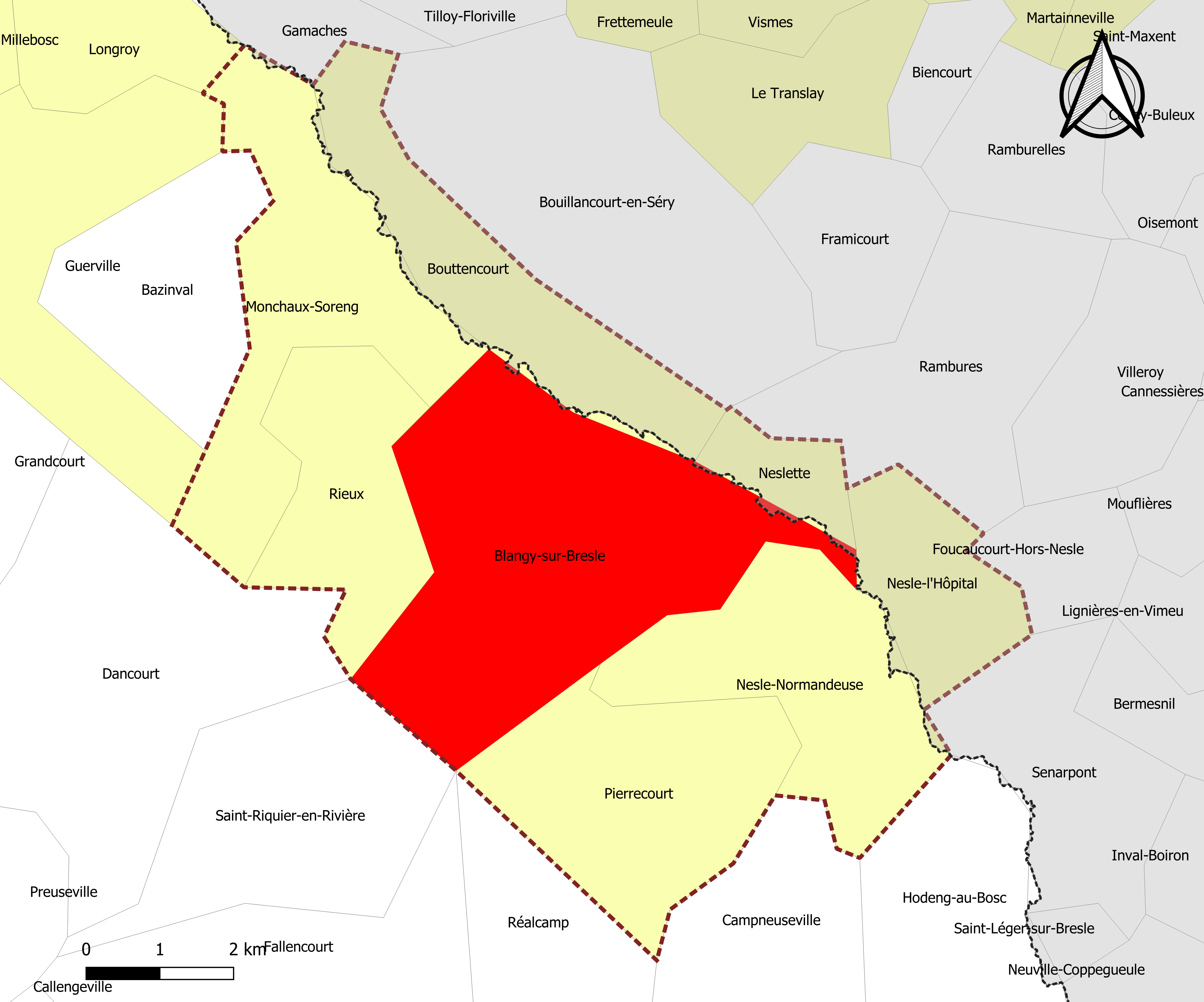
Carte de l'aire d'attraction de Blangy-sur-Bresle.
Commune-centre
Commune de la couronne

### Composition communale
| Nom                                | Code Insee | Département    | Statut                 | Superficie (km2) | Population (dernière pop. légale) | Densité (hab./km2) | Modifier                                    |
| ---------------------------------- | ---------- | -------------- | ---------------------- | ---------------- | --------------------------------- | ------------------ | ------------------------------------------- |
| Blangy-sur-Bresle (commune-centre) | 76101      | Seine-Maritime | commune-centre         | 17,45            | 2 844 (2022)                      | 163                | modifier les données · modifier les données |
| Monchaux-Soreng                    | 76441      | Seine-Maritime | commune de la couronne | 10,05            | 613 (2022)                        | 61                 | modifier les données · modifier les données |
| Nesle-Normandeuse                  | 76460      | Seine-Maritime | commune de la couronne | 9,10             | 498 (2022)                        | 55                 | modifier les données · modifier les données |
| Pierrecourt                        | 76500      | Seine-Maritime | commune de la couronne | 9,51             | 475 (2022)                        | 50                 | modifier les données · modifier les données |
| Rieux                              | 76528      | Seine-Maritime | commune de la couronne | 7,09             | 593 (2022)                        | 84                 | modifier les données · modifier les données |
| Bouttencourt                       | 80126      | Somme          | commune de la couronne | 7,73             | 929 (2022)                        | 120                | modifier les données · modifier les données |
| Nesle-l'Hôpital                    | 80586      | Somme          | commune de la couronne | 4,80             | 172 (2022)                        | 36                 | modifier les données · modifier les données |
| Neslette                           | 80587      | Somme          | commune de la couronne | 2,07             | 89 (2022)                         | 43                 | modifier les données · modifier les données |